# Jakob de Jüterbog
Jakob de Jüterbog ou Jacques de Paradiso (en polonais : Jakub z Paradyża), également nommé Jacobus de Erfordia, né vers 1381 et mort le 30 avril 1465 à Erfurt, est un moine et théologien, auteur d'ouvrages de dogmatique, de théologie morale et d'ascèse. Il fut un témoin privilégié de la crise de l'Église au milieu du XVe siècle.

## Biographie
Il naît possiblement au domaine de Jüterbog (archevêché de Magdebourg), selon ses propres dires issu d'une famille de modestes paysans, sous le nom de Benedict Stolzenhagen. En 1401, il entre chez l'ordre cistercien au monastère de Paradyż près de Międzyrzecz en Grande-Pologne, une filiale de l'abbaye brandebourgeoise de Lehnin. 
Il est envoyé par son abbé étudier à l'université de Cracovie, demeurant à l'abbaye de Mogila (Abbatia Clara Tumba). Il devient magister artium en 1423 puis magister theologiæ. Pionnier de la réforme de l'Église, il retourne dans son monastère dont il devient ensuite abbé.
En 1441, mécontent du manque de discipline dans son abbaye, il demande au légat du pape au concile de Bâle de passer chez les chartreux et cela lui est accordé. Il est donc transféré en 1443 à la chartreuse d'Erfurt (Domus monti Sancti Salvatoris). Il en devient bientôt vicaire (sous-prieur). Il compte parmi ses disciples Johannes Indaginis. À un âge avancé, Jakob de Jüterbog enseigne aussi la théologie à l'université d'Erfurt, dont il devient le recteur en 1455. 
Jakob de Jüterbog est l'auteur de plus de quatre-vingts traités. Comme beaucoup d'ecclésiastiques de son temps, il est favorable au conciliarisme, c'est-à-dire l'idée selon laquelle le concile général est au-dessus du souverain pontife.

## Œuvre
Jakob de Jüterbog est constamment préoccupé par la discipline et la réforme des ordres religieux dans un sens plus authentique par rapport à leur vocation fondatrice. Il écrit ainsi Petitiones religiosorum pro reformatione sui status. Un autre ouvrage, De negligentia praelatorum, s'attaque directement à la négligence de leur devoir d'état du haut clergé. Il écrit même en 1449 une demande de réforme de l'Église intitulée Advisamentum pro reformatione Ecclesiæ qui est adressée au pape Nicolas V et qui reste sans effet. Mais c'est De septem Ecclesiæ statibus in Apocalypsi descriptis qui obtient le plus d'écho : sans toucher aux questions de doctrine, il passe en revue les travaux des conciles de son époque et appuie la thèse de la nécessité de réformes de fond, dans la ligne des conciles de Constance et de Bâle.
Son traité De animabus exutis a corporibus est traduit en allemand en 1477 et largement répandu. En théologie morale, il écrit notamment un traité intitulé De causis multarum passionum. Il rédige aussi tout un cycle d'homélies dominicales.
- Jacques de Paradiso, Sermones  dominicales, Strasbourg, s.d.  in-fol.  (Autre  éd. :  Spire, Essling, s.d.  L’authenticité est contestée). 224, 274 f. s.d.
- Jacques de Paradiso, De veritate dicenda aut tacenda, Bâle, Richel, s.d., in-fol., 19 ff. (Autre éd. : Strasbourg, s.d. in-fol.)
- Jacques de Paradiso, Sermones de tempore et de sanctis, Spire, 1473, in-fol., 254 ff.
- Jacques de Paradiso, De missis votivis pro defunctis ou De valore et utilitate missarum pro defunctis celebratarum, Spire, Essling, 1474, in-fol., 28 ff. (Autre édition : s.l.n.d., signature C, in-8.)
- Jacques de Paradiso, Quodlibet statuum humanorum, Spire, Essling, 1475, 69 ff.
- Jacques de Paradiso, De contractibus ad redemptionem et ad vitam, Cologne, s.d. (1480), 14 ff. (Autres éd. : Albi, 1480-1483 ; 3 éd. incunables s.l.n.d., in-4.)
- Jacques de Paradiso, De apparationibus animarum ou De animabus exutis a corporibus, Passau, 1482, in-4, 22 ff. (Autres  éd. :  Leipzig, 1495,  1496 ;  14  éd., dont  5 s.l.n.d. ;  sans  date :  2  à  Bâle, 1  à  Erfurt, Essling, Nuremberg ; Cologne, 1496 ; Burgdorff, 1575.)
- Jacques de Paradiso, De erroribus et moribus christianorum, Lübeck, in-4, 1488. (Autres éd. : Leipzig, 1488, in-4 ; in : E. Jacob, Johannes von Capistrano, Breslau, 1905, t. 2, 279-410).
- Jacques de Paradiso, De  arte  bene  moriendi, Leipzig, 1490.  (Autres  éd. :  Leipzig, 1495,  in-4, 31 ff. ;  Paris, 1496, in-4 ; Louvain, in-fol. s.d.).
- Jacques de Paradiso, De arte curandi vitia, Leipzig, Martin de Ratisbonne, vers 1497, in-4, 22 ff. (Plusieurs autres éd. incunables ; Amsterdam, 1617.)
- Jacques de Paradiso, Confessionale, Nuremberg, Höltzel, 1520, in-4, 16 ff.
- Jacques de Paradiso, De  septem  statibus  Ecclesiæ  in  Apocalypsi  descriptis. Plusieurs  éd.  protestantes, 1553/1690. (Rééd. in : Chr. W. F. Walsch, Monumenta ad mædiævum, Göttingen, 1764, t. 2, 23-66).